# Pantoo
Nella mitologia greca,  Pantoo  o Panto, figlio di Otriade, era il nome di uno dei personaggi presenti nella guerra di Troia, nata per colpa del rapimento di Elena effettuato da Paride (figlio del re troiano Priamo) ai danni di Menelao, il marito e sovrano acheo. Si fa riferimento a Pantoo quando si parla di Euforbo, probabilmente suo figlio. La guerra fra i due regni viene raccontata da Omero nell'Iliade.

## Mitologia
Pantoo era il sacerdote troiano di Apollo ai tempi di re Priamo, ma sembra che di nascita fosse greco.
Servio Mario Onorato racconta che, quando Priamo era da poco divenuto re della città dopo la sua distruzione da parte di Eracle, credendo che la conquista della città fosse dovuta alla sua infausta ubicazione e non alla collera degli dèi, mandò Antenore a Delfi per chiedere alla Pizia se avrebbe dovuto costruire la cittadella sulle fondamenta della città distrutta. Si dice però che Pantoo, che era sacerdote di Apollo a Delfi, fosse di una tale avvenenza che l’amico di Priamo, dimentico della sua missione, si innamorò di lui e lo portò con sé a Troia.
Per rimediare all'offesa fatta all'oracolo di Delfi, il re elesse Pantoo sacerdote del tempio di Apollo a Troia. Stando ad alcune fonti postomeriche, Pantoo sarebbe stato tra i fautori della restituzione di Elena a Menelao.

### Nell'Iliade
Secondo Omero, egli non prese parte alla guerra di Troia, essendo già avanti negli anni, ma vi combatterono diversi suoi figli fra cui Polidamante (il primogenito), Iperenore, Euforbo. Si presuppone che sua moglie fosse Frontide. Il suo nome viene pronunciato più volte nel discorso fra Euforbo e Menelao prima del loro combattimento nel libro XVII dell'Iliade. Per discendenza spesso ai nomi dei figli viene affiancato il patronimico “Pantoide".

### Nell'Eneide
Pantoo compare in carne e ossa nell'Eneide, unico testo pervenutoci in cui è narrata la sua morte. Nella notte della caduta di Troia è tra i concittadini che Enea cerca di mettere in salvo. Imbattutisi in un gruppo di soldati achei, molti di loro soccombono, Pantoo compreso.